# Niagara (Wisconsin)
Niagara és una població dels Estats Units a l'estat de Wisconsin. Segons el cens del 2000 tenia 1.880 habitants.

## Demografia
Segons el cens del 2000, Niagara tenia 1.880 habitants, 760 habitatges, i 494 famílies. La densitat de població era de 264,9 habitants per km².
Dels 760 habitatges en un 32,4% hi vivien nens de menys de 18 anys, en un 50,7% hi vivien parelles casades, en un 9,7% dones solteres, i en un 34,9% no eren unitats familiars. En el 31,1% dels habitatges hi vivien persones soles el 16,7% de les quals corresponia a persones de 65 anys o més que vivien soles. El nombre mitjà de persones vivint en cada habitatge era de 2,39 i el nombre mitjà de persones que vivien en cada família era de 3,01.
Per edats la població es repartia de la següent manera: un 26,8% tenia menys de 18 anys, un 6,5% entre 18 i 24, un 27,6% entre 25 i 44, un 20,5% de 45 a 60 i un 18,7% 65 anys o més.
L'edat mediana era de 39 anys. Per cada 100 dones de 18 o més anys hi havia 84,6 homes.
La renda mediana per habitatge era de 33.828 $ i la renda mediana per família de 41.711 $. Els homes tenien una renda mediana de 35.000 $ mentre que les dones 20.820 $. La renda per capita de la població era de 15.616 $. Aproximadament el 5,4% de les famílies i el 9,9% de la població estaven per davall del llindar de pobresa.

## Poblacions més properes
El següent diagrama mostra les poblacions més properes.